# Phalangiotarbi
Phalangiotarbi (syn.: Phalangiotarbida) – wymarły rząd stawonogów z gromady pajęczaków grupujący 31 opisanych gatunków kopalnych.

## Okres
Najstarsze skamieniałości znalezione zostały w Niemczech i pochodzą z wczesnego dewonu. Najszerzej przedstawiciele rzędu rozpowszechnieni byli w karbonie. Okazy z tego okresu znajdowane były europejskich i północnoamerykańskich pokładach karbonu produktywnego. Ostatnie (najmłodsze) skamieniałości znalezione w Rotliegendof w Niemczech pochodzą z wczesnego permu.

## Pokrewieństwo
Relacje z współczesnymi rzędami pajęczaków są niejasne. Większość autorów odpowiada się za pokrewieństwem z kosarzami i/lub roztoczami. W 2004 roku rząd Phalangiotarbi został zaproponowany jako grupa siostrzana dla taksonu Megoperculata sensu (Shultz, 1990), obejmującego głaszczkochody i Tetrapulmonata.

## Systematyka
Wyróżnia się 31 znanych gatunków Phalangiotarbi z 19 rodzajów. Dodatkowo 2 gatunki stanowią nomina dubia. Podzielone są na 4 rodziny:
Rodzina: Anthracotarbidae Kjellesvig-Waering, 1969
- Rodzaj: Anthracotarbus(inne języki) Kjellesvig-Waering, 1969
  - Anthracotarbus hintoni(inne języki) Kjellesvig-Waering, 1969

Rodzina: Architarbidae Karsch, 1882
- Rodzaj: Architarbus(inne języki) Scudder(inne języki), 1868
  - Architarbus hoffmanni Guthörl, 1934
  - Architarbus minor Petrunkevitch, 1913
  - Architarbus rotundatus Scudder, 1868
- Rodzaj: Bornatarbus Rößler & Schneider, 1997
  -     - Bornatarbus mayasii (Haupt w Nindel, 1955)
- Rodzaj: Devonotarbus(inne języki) Poschmann, Anderson & Dunlop, 2005
  - Devonotarbus hombachensis(inne języki)  Poschmann, Anderson & Dunlop, 2005
- Rodzaj: Discotarbus Petrunkevitch, 1913
  - Discotarbus deplanatus Petrunkevitch, 1913
- Rodzaj: Geratarbus Scudder, 1890
  - Geratarbus lacoei Scudder, 1890
  - Geratarbus bohemicusPetrunkevitch, 1953
- Rodzaj: Goniotarbus  Petrunkevitch, 1953
  - Goniotarbus angulatus (Pocock, 1911)
  - Goniotarbus tuberculatus (Pocock, 1911)
- Rodzaj:Hadrachne Melander, 1903
  - Hadrachne horribilis Melander, 1903
- Rodzaj: Leptotarbus Petrunkevitch, 1945
  - Leptotarbus torpedo (Pocock, 1911)
- Rodzaj: Mesotarbus Petrunkevitch, 1949
  - Mesotarbus angustus (Pocock, 1911)
  - Mesotarbus eggintoni (Pocock, 1911)
  - Mesotarbus hindi (Pocock, 1911)
  - Mesotarbus intermedius Petrunkevitch, 1949
  - Mesotarbus peteri Dunlop & Horrocks, 1997
- Rodzaj: Metatarbus Petrunkevitch, 1913
  - Metatarbus triangularus Petrunkevitch, 1913
- Rodzaj: Ootarbus Petrunkevitch, 1945
  - Ootarbus pulcherPetrunkevitch, 1945
  - Ootarbus ovatusPetrunkevitch, 1945
- Rodzaj: Orthotarbus Petrunkevitch, 1945
  - Orthotarbus minutus (Petrunkevitch, 1913)
  - Orthotarbus robustus Petrunkevitch, 1945
  - Orthotarbus nyranensis Petrunkevitch, 1953
- Rodzaj: Paratarbus Petrunkevitch, 1945
  - Paratarbus carbonarius Petrunkevitch, 1945
- Rodzaj: Phalangiotarbus Haase, 1890
  - Phalangiotarbus subovalis (Woodward(inne języki), 1872)
- Rodzaj: Pycnotarbus Darber, 1990
  - Pycnotarbus verrucosus Darber, 1990
- Rodzaj: Triangulotarbus Patrick, 1989
  - Triangulotarbus terrehautensisPatrick, 1989

Rodzina: Heterotarbidae Petrunkevitch, 1913
- Rodzaj: Heterotarbus(inne języki) Petrunkevitch, 1913
  - Heterotarbus ovatus(inne języki)  Petrunkevitch, 1913

Rodzina: Opiliotarbidae Petrunkevitch, 1949
- Rodzaj: Opiliotarbus(inne języki) Pocock, 1910
  - Opiliotarbus elongatus(inne języki) (Scudder, 1890)

- nomina dubia
- Eotarbus litoralis  Kušta, 1888
- Nemastomoides depressus Petrunkevitch, 1913